# ماركيز ماتيو
ماركيز ماتيو (بالإنجليزية: Marquis Mathieu)‏ هو لاعب هوكي الجليد أمريكي، ولد في 31 مايو 1973 في هارتفورد في الولايات المتحدة.

## وصلات خارجية
- ماركيز ماتيو على موقع دوري الهوكي الوطني (الإنجليزية)
- ماركيز ماتيو على موقع قاعة مشاهير الهوكي (لاعب أن.إتش.أل) (الإنجليزية)
- ماركيز ماتيو على موقع EliteProspects.com (الإنجليزية)
- ماركيز ماتيو على موقع HockeyDB.com (الإنجليزية)
- ماركيز ماتيو على موقع Hockey-Reference.com (الإنجليزية)